# Ilkka Herlin
Ilkka Heikki Herlin (né le 25 janvier 1959) est le président de Cargotec.
Il est milliardaire et copropriétaire de Kone et de Cargotec,,.

## Biographie
Son père Pekka Herlin décède en 2003, et l'on découvre qu'il a modifié son testament en 1999, laissant la majeure partie de la société d'ascenseurs et d'escaliers mécaniques Kone à Antti Herlin, le frère d'Ilkka. 
Ilkka, son frère Niklas et sa sœur Ilona sont mécontents de ne pas avoir été informés, et le différend ne prendra fin qu'en 2005. La société Kone est scindée, Antti recevant une participation majoritaire dans son activité principale d'ascenseurs. Ilkka et ses frère et sœur ont reçu la majorité de Cargotec et une participation minoritaire dans la nouvelle société Kone. Les quatre frères et sœurs sont devenus milliardaires.

## Responsabilités
Parmi les autres responsabilités de Ilkka Herlin, citons:
- Président fondateur de la fondation Mer baltique vivante (BSAG)
- Président de l'association du commerce Finlande-Chine.